# Ochthebius lenkoranus
Ochthebius lenkoranus es una especie de escarabajo del género Ochthebius, familia Hydraenidae. Fue descrita científicamente por Reitter en 1885.
Se distribuye por Irán. Mide 1,7 milímetros de longitud. Se ha encontrado a altitudes de hasta 1055 metros.